# Équipe d'Anguilla féminine de volley-ball
L'équipe d'Anguilla de volley-ball féminin est composée des meilleures joueuses anguillaises sélectionnées par la Fédération anguillaise de Volleyball (Anguilla Volleyball Association, AVA). Elle est actuellement classée au 82e rang mondial par la Fédération internationale de volley-ball au 15 janvier 2010.

## Sélection actuelle
Sélection pour les qualifications aux Championnats du monde 2010.
Entraîneur : Justus Connor 

## Palmarès et parcours

### Palmarès
Néant.